# イザベラ・スティマッチ
イザベラ・スティマッチ（Izabela Štimac、2000年11月12日 - ）は、クロアチアのバレーボール選手。ポジションはリベロ。クロアチア代表。

## 来歴
- クラブチーム

2018年、HAOK Mladost Zagrebへ入団。5年間在籍し、国内リーグでは4度の優勝を果たした。2022/23シーズンの国内リーグではベストレシーバー部門でトップの活躍をみせた。2023年7月、フランスのヴォレロ・ル・カネへの移籍が発表され、2023/24シーズンは欧州チャンピオンズリーグに出場し、フランスリーグAでは4位となった。
- 代表チーム

2022年、クロアチア代表に初選出され、同年のヨーロッパゴールデンリーグでデビュー。同年9-10月の世界選手権に出場した。2023年、ネーションズリーグ、欧州選手権に出場した。

## 球歴
- 世界選手権 - 2022年
- 欧州選手権 - 2023年
- ネーションズリーグ - 2023年

## 所属クラブ
- HAOK Mladost Zagreb（2018-2023年）
- ヴォレロ・ル・カネ（2023-）